# Italie au Concours Eurovision de la chanson 1956
L'Italie a participé au premier Concours Eurovision de la chanson en 1956 à Lugano, en Suisse. Deux chansons ont été choisies lors du Festival de Sanremo 1956. Les scores et les classements des deux chansons italiennes au Concours Eurovision de la chanson n'ont pas été annoncés et restent inconnus.

## Processus de sélection
L'édition 1956 du Festival de Sanremo incluait vingt chansons interprétées par six chanteurs, répartie sur trois soirées consécutives, dans un format de deux demi-finales et une finale. Les deux premières soirées des demi-finales ont eu lieu le 8 et le 9 mars et la finale le 10 mars 1956. Dix chansons ont participé à chaque demi-finale. Cinq chansons de chaque se sont qualifiées pour la finale, avec la finale qui comprend également dix chansons.
Les chansons gagnantes du festival sont Aprite le finestre (« Ouvrez les fenêtres »), chantée par Franca Raimondi, et en, deuxième position, Amami se vuoi (« Aime-moi si tu le veux »), chantée par Tonina Torrielli, qui ont continué à représenter l'Italie au Concours Eurovision de la chanson.

## À l'Eurovision
À la fin du concours, seule la chanson gagnante a été annoncée, les résultats complets ne furent jamais publiés. Les résultats des deux chansons italiennes ne sont donc pas connus.